# Jingneta jingdong
Espèce
Jingneta jingdong est une espèce d'araignées aranéomorphes de la famille des Leptonetidae.

## Distribution
Cette espèce est endémique de la municipalité de Pékin en Chine,. Elle se rencontre dans le district de Pinggu à Huangsongyu dans la grotte Jingdong.

## Description
Le mâle holotype mesure 1,23 mm et la femelle paratype 1,92 mm.

## Étymologie
Son nom d'espèce lui a été donné en référence au lieu de sa découverte, la grotte Jingdong.

## Publication originale
- Wang, Li & Zhu, 2020 : « Taxonomic notes on Leptonetidae (Arachnida, Araneae) from China, with descriptions of one new genus and eight new species. » Zoological Research, vol. 41, no 6, p. 684-704 (texte intégral).